# Louis Cyrus Macaire
Pour les articles homonymes, voir Macaire.
Louis Cyrus Macaire né le 14 août 1807 à Saint-Laurent-en-Caux et mort le 24 avril 1871 à Paris est un photographe français.
Il a travaillé avec deux de ses frères, Hippolyte Macaire et Jean Victor Warnod, et est le père de Sophie Macaire.

## Biographie

### Famille

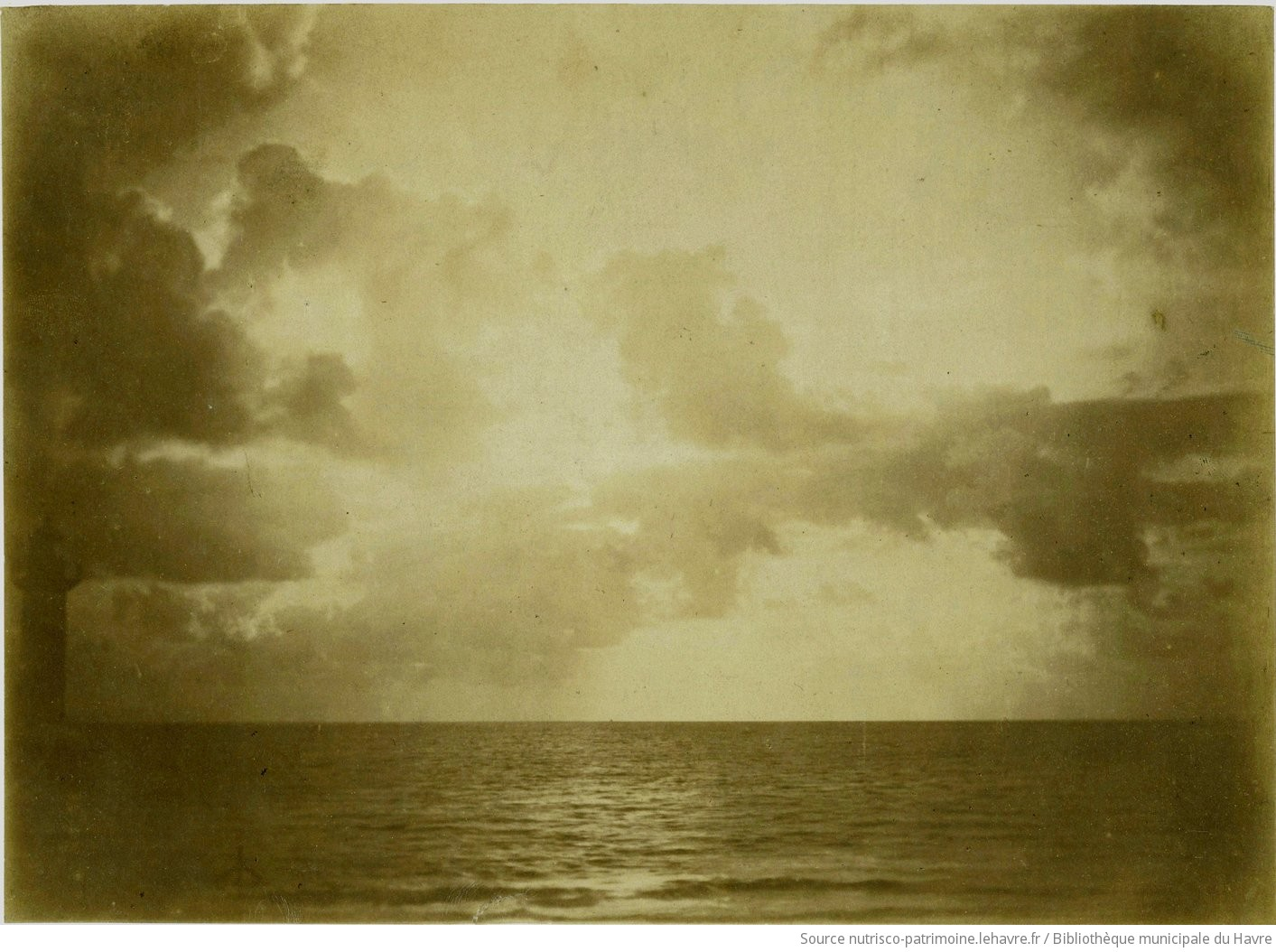
Macaire Louis Cyrus,Le Havre, Mer et ciel, 1856. Photographie, Bibliothèque municipale du Havre. En ligne sur Nutrisco

Louis Cyrus Macaire naît en 1807, à Saint-Laurent-en-Caux, fils de Marie Laurent Macaire, employé de la Régie des droits réunis, et de son épouse Anne Françoise Sophie Chapuy, établis à Doudeville. Il a un frère aîné, Hippolyte François, et un cadet, Jean Victor, respectivement nés à Paris en 1804 et 1812. En 1813, ses parents sont installés à Maastricht, où ils déclarent le décès d'un enfant né sans vie. Vers 1816, ils sont de retour à Paris, où voit le jour leur fils Henri Félix.

Devenu artiste peintre et installé 6, quai Pelletier à Paris, Louis Cyrus Macaire épouse en 1836 Marie Éléonore Enselme Martin à Paris,. Leur fille Sophie Laurence Marthe Macaire naît en 1841 dans l'État du Mississippi,.

### Carrière

#### Émigration et débuts en photographie
Dès 1839 — année de la présentation au public du daguerréotype par son inventeur Louis Daguerre — Louis Cyrus Macaire s'intéresse à la technique photographique qu'il cherche à améliorer en utilisant du brome,. L'année suivante, il émigre aux États-Unis avec sa femme pour faire fortune. Il est recensé à Madison, en Alabama, puis voyage en 1841 comme photographe itinérant à travers les États du Sud. C'est ainsi que sa fille Sophie naît au Mississippi.
Macaire s'est fabriqué un appareil rudimentaire — une chambre obscure faite dans une boîte à cigares, munie d'une verre de lunettes en guise d'objectif — dont il se sert pour proposer des portraits à de riches Blancs. Mais ces derniers lui abandonnent souvent les photographies, trop sombres car sous-exposées, dont ils se plaignent qu’elles les font « ressembler à des Noirs ». Macaire, bien décidé à récupérer son argent, se met alors à vendre ces images aux esclaves de ses clients, dont la faible image de soi fait qu'ils croient se reconnaître dans les portraits de leurs maîtres.
En 1843, Macaire s’établit à Montréal. Dans une publicité qu'il fait paraître dans le journal montréalais La Minerve, il propose ses services sous le nom du Dr L. M. Cyrus, « inventeur du procédé pour obtenir les portraits au daguerréotype avec toutes les couleurs naturelles ». Il continue d'apporter des améliorations techniques au procédé : il diminue le temps de pose à « une ou deux secondes », fixe des images sur une glace en utilisant du collodion ou parvient à photographier à la lumière de la lune. Mais son affaire commerciale est mise en banqueroute en 1847. Par ailleurs, l'hôtel « de première classe » qu'il avait ouvert sur la place Jacques-Cartier est incendié en 1849,. Macaire poursuit néanmoins ses expérimentations, obtenant des épreuves sur divers supports (tôle, carton, toile) et dépose un premier brevet en lien avec la photographie. Après être recensé comme daguerréotypiste à Broadway en 1851, il rentre en France.

#### Les frères Macaire

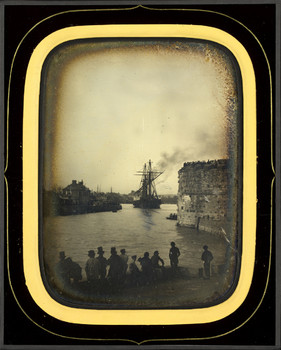
Louis Cyrus Macaire et Jean Victor Warnod, [Navire quittant le port du Havre], 1851, daguerréotype, Paris, Bibliothèque nationale de France.

Associé avec deux de ses frères, Hippolyte Macaire et Jean Victor Macaire dit Warnod, il ouvre un atelier de daguerréotypie, au Havre, sur la jetée. Leurs vues maritimes suscitent l'admiration, au point que l’Académie des sciences en fait état lors de sa séance du 13 octobre 1851, mais les Macaire-Warnod ne livrent rien de leurs secrets de fabrication. Ils sont probablement les premiers photographes à immortaliser le mouvement des vagues. Le rôle précis tenu par chacun d'eux est mal connu et dans le journal La Lumière, Francis Wey attribue à Hippolyte Macaire seul la beauté « des ciels, des flots, des feux avec leurs flammes, des effets de soleil et des réflexions miroitantes sur les eaux de l'Océan ». Mais Hippolyte meurt prématurément en avril 1852.
Louis Cyrus Macaire et Jean Victor Warnod poursuivent ensemble leur activité au Havre, où ils présentent durant l'été un « navire daguerréotype » lors de l'exposition de la Société des amis des arts. En novembre, ils déploient leur activité à Paris, ouvrant une société en commandite par actions « ayant pour objet la création d'un établissement pour l'exploitation des produits de toute nature, du daguerréotype, de la photographie, de la galvanoplastie etc., sous la raison sociale Société Macaire et Warnod et Cie ». L’établissement est situé 3 rue Laffitte, non loin du boulevard des Italiens. Bénéficiant du soutien du peintre de marine Théodore Gudin, les deux frères sont commissionnés en 1853 par l'État pour réaliser trente vues de « mer agitée, de ciels, de navires en marche »,. En 1854, Macaire dépose un nouveau brevet, pour un « instrument de photographie ».

#### Le Musée central de la photographie
En février 1855, Louis Cyrus Macaire propose à l'État la création d'une section photographie : dans une note du 5 février adressée au ministère d'État, il explique qu'elle aurait pour fonction de « rassembler tout ce que la photographie a pu ou pourra produire d'utile et de remarquable, et notamment tous les faits d'actualité dont, au moyen des procédés d'instantanéité, elle aura pu fixer l'irrécusable souvenir ». Parallèlement, Macaire et Cie — le nouveau nom de sa société — a ouvert un nouvel établissement à Paris, baptisé Musée central de la photographie, sous la forme d'une société par actions. Installé 16 passage Jouffroy, un passage couvert débouchant sur les grands boulevards, on y propose en particulier des portraits de grand format, dont la qualité est saluée par la presse,. Les deux frères exposent leurs travaux dans plusieurs manifestations, en particulier outre-Manche.
Mais à partir de 1857, Louis Cyrus Macaire doit faire face à une série de déboires : en avril, la société en commandite qu'il a fondée en 1852 est placée en liquidation, entraînant en juin la vente du fonds du Musée central de la photographie. La mise à prix initiale de 30 000 francs est réduite à 10 000, puis à 4 000 francs. L'affaire est reprise par la société D'Artois et Cie, mais en janvier 1858, un violent incendie détruit entièrement les locaux. En mars, au Havre, un chalet construit l'année précédente sur la jetée du nord, qui servait à la fois de logement et d'atelier à Macaire, est à son tour ravagé par le feu, et la domestique, enfermée seule sur les lieux au moment du sinistre, ne doit son salut qu'à l'intervention de Pierre Onésime Durécu, maître-hâleur du port,,. Toutes les collections d'appareils photographiques et de daguerréotypes de Macaire sont détruites. Bien que l'atelier du passage Jouffroy ne soit plus géré par le photographe, plusieurs journaux font le lien entre les deux incendies,. Sa faillite est annoncée le 20 octobre.

#### Dernières années
En 1860, Louis Cyrus Macaire dépose en Grande-Bretagne un brevet pour un « substitut au nitrate d'argent ». Sa fille Sophie Macaire, devenue artiste lyrique et résidant à Paris, le dépose en France sous le nom d'« encre photographique ». Par ailleurs, elle ouvre, avec Rosalie Gabrielle Audois, employée de commerce, une société « pour la fabrication par un procédé breveté, et la vente de bains photographiques sous la dénomination d'Encres photographiques ». Mais la société est déclarée nulle peu après. De son côté, Jean Victor Warnod ouvre en 1861 avec le photographe Angelo Caccia un atelier photographique au Havre.
Deux ans plus tard, Sophie Macaire s'associe cette fois avec Eugène Alphonse Perrette et un associé anonyme, pour exploiter un atelier de photographie, au 53 rue de La Rochefoucauld. En avril 1864, un procès-verbal de défaut est dressé contre Perrette à la requête de Louis Cyrus Macaire, pour procéder à « l'adjudication de son fonds de photographie ».
En décembre 1868, Macaire lance Le Rayon bleu, un mensuel consacré à la photographie, emprunt d'ésotérisme. Dix numéros paraissent, dans lesquels il signe ses articles « L.-M. Cyrus ». La parution du périodique est interrompue par sa mort.
Louis Cyrus Macaire meurt le 24 avril 1871 en son domicile du 125 rue Montmartre, en raison d'un problème cardiaque. Survenue pendant la Commune de Paris, sa mort n'est déclarée officiellement que quatre mois plus tard, par son frère Henri Félix.
Jean Victor Warnod meurt probablement en 1892. Sophie Macaire meurt en 1918, à son domicile parisien du 29, rue Mirabeau.

## Photographies

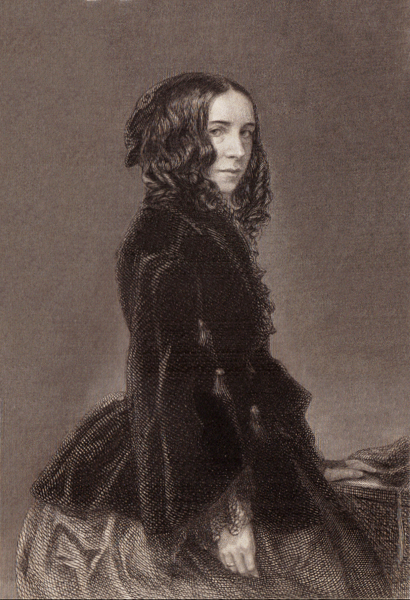
Elizabeth Barrett Browning, gravure de Thomas Oldham Barlow d'après un ambrotype de Macaire réalisé le 18 septembre 1858 au Havre.

- Navire quittant le port du Havre, 1851, Paris, département des estampes et de la photographie de la Bibliothèque nationale de France (inv. Rés. Eg6-170)[55].
- Mer et ciel. Marine [Le Havre], [1856], Bibliothèque municipale du Havre (inv. Ph 607), exposition photographique de la Photographic Society de Londres de 1857[56].
- Photographies de l'arrivée de la reine d'Angleterre, vers 1855, in : Administration des Beaux-Arts, 1er volume (xixe siècle), Organisation générale, règlements, personnel, jurys, œuvres exposées, Archives nationales (cote F/21/519)[57].
- Huit photographies destinées à une loterie au profit des pauvres, [s. d.], Société de Saint-Vincent-de-Paul, Chartres, Archives nationales (cote F/21/353)[58].
- Deux ambrotypes d'Elizabeth Barrett Browning, Waco, Armstrong Browning Library & Museum (en)[59].

## Publications

### Brevets
- Brevet d'invention de quinze ans pour une planchette à règle mobile à l'usage des dessinateurs, dépôt du 4 juin 1845 (INPI, cote 1BB1549).
- Brevet d'invention de quinze ans pour un polissoir électro-magnétique appliqué au daguerréotype, dépôt du 21 août 1850 (INPI, cote 1BB10349).
- Brevet d'invention de quinze ans pour un instrument de photographie, dépôt du 21 septembre 1854 (INPI, cote 1BB20864).
- Brevet d'invention de quinze ans pour des perfectionnements aux instruments de photographie, 18 mars 1857 (INPI, cote 1BB31369).
- (déposé au nom de Sophie Macaire) Brevet d'invention de quinze ans pour une encre photographique, 5 juin 1860 (INPI, cote 1BB45444).
- Patent for an invention for a substitute for nitrate of silver particularly applicable to photographic purposes, 24 juillet 1860[45].

### Divers
- Note à l'appui de la demande en indemnité, adressée par Cyrus Macaire au gouvernement de S. M. la Reine d'Angleterre, Paris : impr. Aubusson et Kugelmann, [1853][60].
- Note relative à la création d'une section de photographie au ministère d'État, 5 février 1855.
- Le Rayon bleu, périodique, Paris, no 1, 1868 - no 10, 1871.

## Expositions
- 1852 : Exposition de la Société des amis des arts, Le Havre[23].
- 1856 : Exposition de la Photographic Society, Manchester[61].
- 1856 : Exposition de la Photographic Society of Scotland, Édimbourg[62].
- 1857 : Exposition de la Photographic Society, Londres[63],[64].
- 1858 : Exposition au Havre[23].